# Xiomara Diaz
Xiomara Díaz, empreendedora da Nicarágua, proprietária de um restaurante (The Garden Cafe) e fundadora de uma organização benéfica. Ela usa as suas conexões comerciais por identificar e combater a exploração sexual e criar consciência sobre o problema na sua nação.

## Educação
Foi aluna do Programa de Embaixadores Globais e Bolsista do Vital Voices GROW, que permitiu que ela viajasse para o México, em 2013, e fosse mentorada por Karen Fang, diretora-gerente e chefe do Cross Asset Solutions & Strategies Group nas Américas do Bank of America Merrill Lynch.
"De acordo com Xiomara, o The Garden Café foi afetado de várias maneiras desde sua participação no Programa de Embaixadores Globais. Tudo, desde finanças e marketing até recursos humanos e gerenciamento de tempo, melhorou. Especificamente, suas margens de lucro aumentaram, seus funcionários agora têm mais oportunidades de crescer e se desenvolver dentro da organização e as operações diárias são muito mais tranquilas".

## Ativismo
Em 2016, a jovem empresária (32 anos) decidiu criar a organização Liberte o Potencial Nicarágua (Unleash Potential Nicarágua ou Up Nicarágua) para trabalhar com meninas de poucos recursos económicos de Granada e ajudá-las a tornarem-se "mulheres de um futuro brilhante".
Atendem 30 meninas em programas de fortalecimento escolar, aulas de inglês e computação. O programa mantém-se com a venda de produtos artesanais que oferecem em seu restaurante "The Garden Café", em Granada. O restaurante foi criado em 2007 por Damien Hopkins, da Califórnia (Estados Unidos), e Xiomara Díaz, de Manágua (capital da Nicarágua), então recém-formados em Relações Internacionais. O local em que o restaurante funciona é uma antiga casa colonial espanhola, que foi reformada para receber o restaurante. O restaurante é especializado em culinária saudável da Califórnia e da Nicarágua. Xiomara é responsável pelas operações, pelo marketing e pelo desenvolvimento de produtos do restaurante. Em 2007, quando abriu, o Café empregava 4 pessoas; atualmente, são 30 empregos em tempo integral, com duração de  um ano; o que impacta economicamente a vida de mais de 100 pessoas, membros das famílias das pessoas empregadas.
Xiomara Díaz atuou no conselho de administração da Câmara de Turismo de Granada e no Conselho da Juventude da Embaixada dos EUA. Também fez parte do conselho de jovens da Câmara Empresarial do Alto Comissariado na Nicarágua.

## Reconhecimentos
2018 - Lista das 100 mulheres mais influentes do mundo, da BBC. A série examina a função das mulheres no século XXI e tem atas tanto em Londres como no México. Uma vez conhece-se o nome das premiadas, começa um programa da o BBC chamado "BBC's women season", de três semanas de duração, no qual se inclui uma emissão e difusão das premiadas, programas online, debates e artigos relacionados ao tema das mulheres.